# Стадион на Ади Циганлији
Стадион на Ади Циганлији је фудбалско игралиште које се налази на општини Чукарица у Београду. Смештен је на Ади Циганлији и има капацитет од око 900 места. Своје утакцмице на овом терену играју ФК Шећеранац Ада и клуб америчког фудбала Вукови Београд. Подлога је од вештачке траве.